# Caenurgia adusta
Caenurgia adusta  là một loài bướm đêm thuộc họ Erebidae. Nó được tìm thấy ở Vùng Caribe, bao gồm Cộng hòa Dominica.